# Фотоелектронна спектроскопія з кутовим розділенням
Фотоелектро́нна спектроскопі́я з кутови́м розді́ленням (ФЕСКР), що відоміша як ARPES (angle resolved photoemission spectroscopy), є експериментальним методом для візуалізації розподілу електронів (або, більш точно, густини одночасткових збуджень кристалів) в оберненому просторі.
Метод оснований на явищі фотоефекту — поверхня твердого тіла опромінюється світлом з достатньою частотою для того щоб вибити з нього електрони. Вимірюється енергія вибитих електронів залежно від напрямку. Аналіз потоку вибитих електронів дозволяє відтворити густину електронних станів у валентній зоні кристалу, а також залежність енергії квазі-імпульсу — дисперсію валентної зони.